# 奥尔梅达德科韦塔
奥尔梅达德科韦塔，是西班牙卡斯蒂利亚-拉曼恰瓜达拉哈拉省的一个市镇。总面积40平方公里，总人口75人（2001年），人口密度2人/平方公里。